# Euphrasia heslop-harrisonii
Euphrasia heslop-harrisonii är en snyltrotsväxtart som beskrevs av Herbert William Pugsley. Euphrasia heslop-harrisonii ingår i släktet ögontröster, och familjen snyltrotsväxter. Inga underarter finns listade i Catalogue of Life.